# Katie Aselton
 Kathryn 'Katie' Aselton (Milbridge, 1 oktober 1978) is een Amerikaans actrice. Ze maakte in 2001 haar acteerdebuut in de anthologieserie Undressed, waarin ze twee afleveringen Kim speelde. Haar eerste filmrol volgde in 2005, als Emily in de romantische tragikomedie The Puffy Chair, geschreven en geregisseerd door haar latere echtgenoot Mark Duplass. Aselton maakte in 2010 zelf ook haar debuut als regisseuse én als scenarioschrijfster met de tragikomische film The Freebie.

## Filmografie
*Exclusief televisiefilms
- Bombshell (2019)
- Synchronic (2019)
- The Devil Has a Name (2019)
- The Tomorrow Man (2019)
- Deep Murder (2018)
- Book Club (2018)
- Father Figures (2017)
- Fun Mom Dinner (2017)
- The Gift (2015)
- The Sea of Trees (2015)
- Black Rock (2012)
- Treatment (2011)
- Jeff, Who Lives at Home (2011)
- Our Idiot Brother (2011)
- The Freebie (2010)
- Cyrus (2010)
- Feed the Fish (2009)
- Other People's Parties (2009)
- Easier with Practice (2009)
- The Puffy Chair (2005)

## Televisieseries
*Exclusief eenmalige gastrollen
- Legion (2017-2018, twaalf afleveringen)
- Casual (2016-2017, zestien afleveringen)
- Animals. (2016-2017, zeven afleveringen, stem)
- Togetherness (2016, vijf afleveringen)
- The League - Jenny (2009-2015, 82 afleveringen)
- Undressed - Kim (2001, twee afleveringen)

## Regisseuse
- Black Rock (2012)
- The Freebie (2010)

## Scenarioschrijfster
- Black Rock (2012, samen met Mark Duplass)
- The Freebie (2010)

## Privé
Aselton trouwde in 2006 met acteur Mark Duplass en kreeg twee kinderen met hem, allebei dochters. Ze is samen met hem te zien in onder meer The Puffy Chair (2005), Other People's Parties (2009) en de komedieserie The League.
- Gemeinsame Normdatei: 1059585553
- International Standard Name Identifier: 0000 0000 5125 8934
- Library of Congress Control Number: no2008155067
- MusicBrainz: 651fb80a-b711-4b41-a692-549e10abf2fa
- Système universitaire de documentation: 196307244
- Virtual International Authority File: 34283332
- WorldCat: E39PBJdmf6p4Y36xQWkJGJM9Dq